# Anne Ramsay
Anne Ramsay (Los Angeles, 11 settembre 1960) è un'attrice statunitense nota per il ruolo di Lisa Stemple nella serie TV Innamorati pazzi.

## Biografia
Anne Ramsay nasce a Los Angeles, California e cresce a La Habra. Studia teatro alla UCLA dove si laurea con un diploma di maturità.

## Filmografia parziale

### Cinema
- Conflitto di classe (Class Action), regia di Michael Apted (1991)
- Ragazze vincenti (A League of Their Own), regia di Penny Marshall (1992)
- Alibi perfetto (Perfect Alibi), regia di Kevin Meyer (1995)
- Una vita per ricominciare (Everything to Gain), regia di Michael Miller (1996)
- Per incanto o per delizia (Woman on Top), regia di Fina Torres (2002)
- Planet of the Apes - Il pianeta delle scimmie (Planet of the Apes), regia di Tim Burton (2002)
- Emanuel and the Truth about Fishes, regia di Francesca Gregorini (2013)
- The Taking of Deborah Logan, regia di Adam Robitel (2014)

### Televisione
- Giudice di notte (Night Court) - serie TV, episodio 3x05 (1985)
- Doctor Doctor - serie TV, 4 episodi (1990)
- Innamorati pazzi (Mad About You) - serie TV, 108 episodi (1992-1999)
- Chicago Hope - serie TV, episodio 3x03 (1996)
- Dellavventura - serie TV, 14 episodi (1997-1998)
- CSI: Scena del crimine (CSI: Crime Scene Investigation) - serie TV, episodio 2x11 (2001)
- Dharma & Greg - serie TV, 4 episodi (2001)
- Detective Monk (Monk) - serie TV, episodio 3x04 (2004)
- Senza traccia (Without a Trace) - serie TV, episodio 3x12 (2005)
- Six Feet Under - serie TV, 6 episodi (2005)
- Close to Home - Giustizia ad ogni costo (Close to Home) - serie TV, episodi 2x06-2x08-2x17 (2006-2007)
- Dr. House - Medical Division (House, M.D.) - serie TV, episodio 3x17 (2007)
- Dexter - serie TV, 6 episodi (2008)
- Ghost Whisperer - serie TV, episodio 3x09 (2008)
- I maghi di Waverly (Wizards of Weaverly Place) - serie TV, episodi 2x26-2x27 (2009)
- Castle - serie TV, episodio 2x07 (2009)
- Drop Dead Diva - serie TV, episodio 4x04 (2012)
- La vita segreta di una teenager americana (The Secret Life of the American Teenager) – serie TV, 43 episodi (2010-2013)
- Nel labirinto del serial killer (Hunt for the Labyrinth Killer) – film TV, regia di Hanelle M. Culpepper (2013)
- Ordinary Joe – serie TV, 10 episodi (2021-2022)

## Doppiatrici italiane
Nelle versioni in italiano delle opere in cui ha recitato, Anne Ramsay è stato doppiato da:
- Stefanella Marrama in Dexter, Castle
- Emanuela Fallini in Critters 4
- Anna Cesareni in Innamorati pazzi
- Cinzia De Carolis in Dharma & Greg
- Olivia Manescalchi in Dellaventura
- Michela Alborghetti in The L Word
- Anna Rita Pasanisi ne I maghi di Waverly
- Roberta Greganti in Dr. House - Medical Division
- Laura Boccanera ne La vita segreta di una teenager americana
- Cinzia Villari in Grey's Anatomy
- Francesca Fiorentini in Nel labirinto del serial killer
- Giò Giò Rapattoni in Bombshell - La voce dello scandalo

## Riconoscimenti
- SAG Award
  - 1995 – Candidatura al miglior cast in una serie commedia per Innamorati pazzi
  - 1996 – Candidatura per il miglior cast in una serie commedia per Innamorati pazzi
  - 1997 – Candidatura per il miglior cast in una serie commedia per Innamorati pazzi